# ألين موريس (مؤرخ)
ألين موريس (بالإنجليزية: Allen Morris)‏ هو مؤرخ أمريكي، ولد في 3 ديسمبر 1909 في شيكاغو في الولايات المتحدة، وتوفي في 22 أبريل 2002 في تالاهاسي في الولايات المتحدة.